# Nœud de plein poing
Nommé nœud de plein poing en matelotage ou nœud de queue-de-vache dans le milieu de la verticalité, ce nœud est un nœud de boucle formant une ganse en milieu ou en bout de corde, fermée par un double demi-nœud.

## Nouage
Sa réalisation est simple s'effectue par la  une ganse, puis on fait un demi-nœud avec cette ganse.

## Utilisation et propriétés
Une fois serré et mouillé, il peut être très difficile à défaire ; il est donc adapté à former une boucle définitive. 
Il est utilisé pour isoler une partie abimée sur un cordage.
De par sa conception, ce nœud a une assez faible résistance à la tension. En effet, lors de la mise en tension sur les deux brins (cas d'utilisation typique correspondant à l'isolation d'une partie abîmée du cordage) les fibres de la corde sont pliées à 90°. C'est pourquoi sa résistance est évaluée à 65 % de la corde sans nœud. Dans le cadre d'une tension sur les brins, il est préférable d'utiliser le nœud de papillon alpin qui est évalué à 70 %.
Sa résistance est bien meilleure quand on exerce la tension entre la ganse et les brins (l'angle est moins important).

## Variantes
Si l'on utilise un nœud de huit au lieu d'un demi-nœud, on réalise un nœud en double huit.